# Lijeska (Bijelo Polje)
Pour les articles homonymes, voir Lijeska.
Lijeska (en serbe cyrillique: Лијеска) est un village du nord-est du Monténégro, dans la municipalité de Bijelo Polje.

## Démographie

### Évolution historique de la population[1]
| 1948 | 1953 | 1961 | 1971 | 1981 | 1991 | 2003 |
| ---- | ---- | ---- | ---- | ---- | ---- | ---- |
| 507  | 631  | 635  | 585  | 492  | 348  | 269  |